# Johanne Fortier
Pour les articles homonymes, voir Fortier.
Johanne Fortier est une syndicaliste québécoise. Elle est la première femme à occuper la présidence de la Fédération des syndicats de l'enseignement (FSE), affiliée à la Centrale des syndicats du Québec (CSQ), de 1999 à 2008.

## Biographie
Diplômée en sciences de l'éducation à l'Université du Québec à Montréal, elle enseigne d'abord dans les établissements de la Commission scolaire Marguerite-Bourgeoys, où elle milite au sein du Syndicat de l'enseignement de l'Ouest de Montréal. Elle siège sur le comité exécutif de la FSE dès sa création en 1988. Elle est élue à la présidence de la FSE en 1999.
Faisant de l'équité salariale son cheval de bataille,, elle négocie les contrats de travail des enseignants en 2001 et en 2005-2006. Des syndicats membres de la fédération dénoncent le déroulement expéditif et peu transparent des négociations et réclament son départ. Les luttes intestines se soldent par le départ de la FSE de neuf des 44 syndicats affiliés. Les syndicats dissidents se regroupent pour former la Fédération autonome de l'enseignement, plus radicale et opposée à la Réforme Marois, que soutient alors Fortier.
Elle quitte finalement la présidence de la FSE en 2008, à la fin de son troisième mandat.